# Liste der Bürgermeister der Stadt Aurich

Wappen der Stadt Aurich

Die Liste der Bürgermeister von Aurich zeigt die Inhaber des Amtes des Stadtoberhauptes in Aurich von 1539 bis heute auf. Die Bezeichnung der Amtsinhaber variierten in den vergangenen Jahrhunderten, heute heißt dieser jedoch Bürgermeister.
| Amtsperiode              | Bürgermeister                                                              |
| ------------------------ | -------------------------------------------------------------------------- |
| 1539–1553                | Harmen Scutendüvel                                                         |
| 1540–1545                | Fox de Kleyne                                                              |
| 1542–1542                | Abbeke                                                                     |
| 1545–1553                | Friedrich Hengen                                                           |
| 1553–1560                | Reinke Smid                                                                |
| 1553–1570                | Eilert Leent (van Lenth)                                                   |
| 1561–1588                | Caspar Freemse (Caspar Goldschmidt)                                        |
| 1588–1604                | Christian Blanke                                                           |
| 1591–1620                | Burchard Strüving                                                          |
| 1604–1609                | Peter Arends                                                               |
| 1608–1618                | Hinrich Evers                                                              |
| 1608–1620                | Bohle Heyen                                                                |
| 1608–1617                | Hinrich Erpenbeck                                                          |
| 1617–1624                | Adolf van Lengen                                                           |
| 1618–1622                | Stephan Evers                                                              |
| 1624–1632                | Johann John                                                                |
| 1624–1626                | Hippe Gerdes                                                               |
| 1627–1631                | Joachim a Speulda                                                          |
| 1631–1632                | Hinrich van Lengen                                                         |
| 1632–1638                | Albertus Bolenius (Bohlen)                                                 |
| 1634–1649                | Martin van Elten                                                           |
| 1638–1653                | Thomas Holthusen                                                           |
| 1649–1653                | Hayo Ewen                                                                  |
| 1653–1655                | Hieronymus van Lengen                                                      |
| 1653–1679                | Wolfgang a Speulda                                                         |
| 1655–1661                | Apke Bengen                                                                |
| 1661–1662                | Conrad Viglius Jhering                                                     |
| 1663–1668                | Gerhard Solling                                                            |
| 1668–1682                | Friedrich Ficken                                                           |
| 1680–1694                | Albertus Ahrens                                                            |
| 1662–1687                | Adrian van der Mark                                                        |
| 1687–1707                | Ulrich Bengen                                                              |
| 1694–1729                | Ulrich Ludwig Solling                                                      |
| 1707–1735                | Thomas Greems                                                              |
| 1729–1735                | Niklas Cristian Ennen                                                      |
| 1735–1738                | Friedrich Wilhelm Greems                                                   |
| 1735–1768                | Hector Friedrich von Wicht                                                 |
| 1738–1740                | Johann Albert Arend                                                        |
| 1740–1772                | Ulrich Harmens                                                             |
| 1769–1782                | Daniel Christoph Scheppler                                                 |
| 1772–1777                | Johann Jakob Mencke                                                        |
| 1777–1798                | Johann Gerhard Reimers                                                     |
| 1782–1785                | Christian Eberhard Gumbrecht                                               |
| 1786–1810                | Joachim Christian Oncken                                                   |
| 1798–1805                | Tobias Hieronymus Tjaden                                                   |
| 1805–1810                | Christin Wolfgang von Spieß                                                |
| 1811–1812                | Maire de Bordeaux                                                          |
| 1813                     | Maire Boden                                                                |
| 1814–1816                | Jacob Ulrich Schepler                                                      |
| 1816–1840                | Christian Bernhard Conring                                                 |
| 1816–1825                | Jakobus Reimers (Vizebürgermeister)                                        |
| 1841–1849                | August Ferdinand Gropp                                                     |
| 1850–1853                | Hermann Justus Conring (kommissarisch)                                     |
| 1853–1865                | Mich. Chr. Jul. Kempe                                                      |
| 1866–1868                | Clemens Cleve (kommissarisch)                                              |
| 1870–1881                | Johann Diedrich Müller                                                     |
| 1882–1924                | Friedrich Schwiening                                                       |
| 1924–1933                | Karl Anklam                                                                |
| 1933                     | Landgerichtsr. Leo Henrychowski (Vakanzvertreter vom 24. Mai bis November) |
| 1933–1939                | Kurt Fischer                                                               |
| 1939–1940                | Oscar Rassau (Vakanzvertreter)                                             |
| 1940–1941                | Dietrich Helmers                                                           |
| 1941 (Mai bis September) | Josef van Üüm (kommissarisch)                                              |
| 1941–1944                | Karl-Heinz Bolz                                                            |
| 1944–1945                | Oscar Rassau (Vakanzvertreter)                                             |
| 1945–1946                | Karl Anklam                                                                |
| 1946–1964                | Hermann von Schleusen                                                      |
| 1964–1978                | Hermann Hippen                                                             |
| 1978–1979                | Hermann Hildebrand                                                         |
| 1980–1991                | Werner Stöhr                                                               |
| 1991–1996                | Wolfgang Ontijd                                                            |
| 1996–2001                | Werner Stöhr                                                               |
| 2001–2006                | Sigrid Griesel                                                             |
| 2006–2019                | Heinz-Werner Windhorst                                                     |
| seit 1. Nov. 2019        | Horst Feddermann (parteilos)                                               |